# Journal of South African Botany
Journal of South African Botany (abreviado J. S. African Bot.) es una revista ilustrada con descripciones botánicas que es editada en Sudáfrica por la Kirstenbosch National Botanical Garden desde el año 1935.